# Super Mario Bros: Filmul
Super Mario Bros: Filmul (în engleză The Super Mario Bros. Movie) este un film de aventură animat american din 2023, bazat pe franciza de jocuri video Mario de la Nintendo. Produs de Illumination, Universal Pictures și Nintendo și distribuit de Universal, a fost regizat de Aaron Horvath și Michael Jelenic și scris de Matthew Fogel. Distribuția vocală include Chris Pratt, Anya Taylor-Joy, Charlie Day, Jack Black, Keegan-Michael Key, Seth Rogen și Fred Armisen. Premisa prezintă o poveste de origine a fraților Mario și Luigi, instalatori italo-americani care sunt transportați într-o lume alternativă și se încurcă într-o luptă între Regatul Ciuperci, condus de Prințesa Peach, și Koopa, conduși de Bowser.
După eșecul critic și comercial al filmului Mario din 1993⁠(en)[traduceți], Nintendo a devenit reticent să licențieze una dintre proprietățile sale intelectuale pentru adaptări de film. Creatorul Mario Shigeru Miyamoto a devenit interesat să dezvolte un alt film atunci când Nintendo aducea jocurile sale mai vechi în serviciul Virtual Console și, prin munca depusă de Nintendo cu Universal Parks & Resorts pentru a crea Super Nintendo World, l-a cunoscut pe fondatorul Illumination, Chris Meledandri. Până în 2016, cei doi discutau despre un film Mario și, în ianuarie 2018, Nintendo a anunțat că va colabora cu Illumination și Universal pentru a-l produce. Producția a fost în desfășurare până în 2020, iar distribuția a fost anunțată în septembrie 2021.
Filmul a fost lansat în cinematografe în Statele Unite pe 5 aprilie 2023. Filmul a primit recenzii mixte din partea criticilor, dar o primire mai pozitivă din partea publicului. A avut încasări de 678 de milioane de dolari la nivel mondial, devenind filmul cu cele mai mari încasări din 2023 și stabilind recorduri la box office pentru cel mai popular film bazat pe un joc video și cel mai de succes film de animație în weekend-ul de debut.